# Abu Mehdi al-Muhandis
Jamal Jafaar Mohammed Ali Āl Ebrahim (în arabă جمال جعفر محمد علي آل إبراهيم, 1; n. 1 iulie 1954, Abu Al-Khaseeb District⁠(d), Al-Basra, Irak – d. 3 ianuarie 2020, Baghdad Airport Road⁠(d), Irak), cunoscut după kunya sa drept Abu Mehdi al-Muhandis (în arabă أبو مهدي المهندس – literal, inginerul), a fost un politician și comandant militar irakiano-iranian. În momentul morții sale, al-Muhandis era vicepreședintele Comitetului de Mobilizare Populară (Al-Hashd Al-Sha'abi), implicat în activități împotriva Statului Islamic în Irak și Levant. Organizația pe care o superviza era suspectată de a avea legături strânse cu Forța Quds, parte a Forțelor armate ale Republicii Islamice Iran. 
Abu Mehdi al-Muhandis era comandantul miliției Kataeb Hezbollah, iar anterior colaborase cu Corpul Gardienilor Revoluției Iraniene împotriva regimului lui Saddam Hussein.
În anii 1980, el a fost judecat în lipsă și condamnat la moarte de către un tribunal din Kuweit pentru presupusul său rol în atentatele cu bombă din 1983 împotriva ambasadelor Statelor Unite și Franței din acea țară. Muhandis se afla și pe lista Statelor Unite ale Americii cu persoanele căutate pentru terorism.
Abu Mehdi al-Muhandis a fost ucis printr-o lovitură aeriană executată de o dronă militară americană la Aeroportul Internațional Bagdad, pe 3 ianuarie 2020. În același atac a fost ucis și comandatul Corpului Gardienilor Revoluției Iraniene, Qasem Soleimani.